# Бесте, Ян-Никлас
Ян-Ни́клас Бе́сте (нем. Jan-Niklas Beste; род. 4 января 1999, Хамм, Северный Рейн-Вестфалия) — немецкий футболист, вингер клуба «Фрайбург».

## Клубная карьера

### Ранние годы
Бесте начал заниматься футболом в двух футбольных клубах из родного города Хамма, «Марк 1928» и «Хаммер». В 2007 году в возрасте восьми лет присоединился к молодёжной академии дортмундской «Боруссии». Выступал за команды всех возрастов и был включён в расширенный состав основной команды в сезоне 2017/18. Дебютировал за взрослую команду в матче первого раунда Кубка Германии 2017/18 против «Рилазинген-Арлена» (4:0), проведя на поле полный матч. Однако остаток сезона провёл с командой до 19 лет, лишь дважды появившись на скамейке запасных основной команды в матчах 1/16 финала Лиги Европы против «Аталанты».

### «Вердер» и аренды
В следующем сезоне Бесте должен был перейти во вторую команду «Боруссии», но вместо этого решил перейти в «Вердер», где видел больше возможностей для развития, но и в новом клубе входил лишь в планы второй команды.
Перед сезоном 2019/20 перешёл в нидерландский клуб «Эммен» для получения игровой практики на высоком уровне, в высшем дивизионе Нидерландов. В октябре 2019 года получил серьёзную травму колена, перенёс операцию и выбыл на длительный срок. В результате этого провёл за клуб всего 6 матчей.
В сезоне 2020/21 Бесте перешёл на правах аренды на два года в клуб «Ян» из Второй Бундеслиги. По ходу сезона использовался в качестве левого защитника и левого полузащитника. В первом сезоне провёл 16 матчей, 8 раз выходил в стартовом составе и забил 2 гола. В сезоне 2021/22 выступал уже на правом фланге, исключительно в качестве игрока атаки. Забил четыре гола в 26 матчах второго дивизиона (22 раза в стартовом составе).

### «Хайденхайм»
По возвращении из аренды перешёл в клуб Второй Бундеслиги «Хайденхайм», подписав контракт до 30 июня 2025. В первом сезоне за новый клуб стал чемпионом лиги и вышел в Бундеслигу. Дебютировал в высшем дивизионе Германии в матче второго тура против «Хоффенхайма» (2:3), в котором забил гол со штрафного, отдал голевую передачу и не реализовал пенальти.

### «Бенфика»
11 июля 2024 года перешёл в португальскую «Бенфику», подписав пятилетний контракт до середины 2029 года.

## Карьера в сборной
С 2014 по 2018 годы выступал за юношеские сборные Германии разных возрастов.
В марте 2024 года был впервые вызван во взрослую сборную Германии главным тренером Юлианом Нагельсманом на матчи против сборных Франции и Нидерландов.

## Достижения
«Хайденхайм»
- Чемпион Второй Бундеслиги: 2022/23